# Rozedranec indopacifický
Rozedranec indopacifický (Antennarius analis) je paprskoploutvá ryba z čeledi rozedrancovití (Antennariidae).
Druh byl popsán roku 1957 americkým ichtyologem Leonardem Peterem Schultzem.

## Popis a výskyt
Maximální délka této ryby je 10 cm a obvyklá délka je do 8,5 cm.
Jsou bledě žlutošedí se slabými skvrnami a nažloutlými ploutvemi. Částo se maskují tak, aby odpovídali svému okolí. Druh je unikátní umístěním žáber v zadní části těla blízko základy řitní ploutve.
Byla nalezena ve vodách Indo-Pacifiku, od Vánočních ostrovů, Rowleyho mělčiny po Společenské ostrovy, Palau, Fidži, Samou, Havajské ostrovy, Mikronésii a Japonsko. Žijí ve štěrbinách a mezi sutinami v přílivových tůních a na vnějších svazích korálových útesů.
Jsou dobře maskovanými dravci. Při lovení potravy zůstávají nehybní a lákají kořist na přívěsek zvaný ilicum, který je umístěn na čele.
Samice kladou až tisíc pelagických jiker o vel. až 1 mm do velké vznášející se želatinové hmoty. V této hmotě zůstávají až do jejich vylíhnutí ve vel. asi 1,6 mm.